# Hoorndermeeden
De Hoorndermeeden is een 113 hectare groot gebied van Staatsbosbeheer bij het Groningse dorp Wedde in de gemeente Westerwolde. Het ligt aan weerszijden van de Westerwoldse Aa, tussen Wedde, Wedderveer en recreatiepark Wedderbergen. 
In het gebied liggen twee voormalige meanders van de Westerwoldse Aa, die hier in 1846 werd rechtgetrokken.
Het laaggelegen gebied heeft de functie van overloopgebied, water uit de Westerwoldse Aa kan hier bij een te hoge waterstand worden opgeslagen. In de oever van de rivier zijn daartoe op meerdere plaatsen betonnen overlaten aangebracht waar water het gebied in vloeit zodra een bepaalde waterstand is bereikt. Dit is een niet-mechanische werk, de overlaten zijn statisch.
De Hoorndermeeden heeft veel natuurwaarden en bijzondere planten en dieren. Het is een potentieel broedgebied voor zeldzame vogelsoorten als het porseleinhoen en de kwartelkoning. Voor wandelaars is het vanuit het dorp Wedde via het Bospad te bezoeken. In 2010 werd er tevens een houten brug over de Westerwoldse Aa geslagen.